# Hylenaea unguiculata
Hylenaea unguiculata är en benvedsväxtart som beskrevs av A.M.W. Mennega. Hylenaea unguiculata ingår i släktet Hylenaea och familjen Celastraceae. Inga underarter finns listade.